# Armadillidium vulgare
Armadillidium vulgare conhecida por bicho-de-conta ou tatuzinho-de-jardim é uma espécie de distribuição global originária do Mediterrâneo, provavelmente da parte oriental, como os demais do grupo vulgare. Exótica no Brasil, onde é encontrada em zonas de influência antrópica. O macho tem 13,6 mm de comprimento por 6,4 mm de largura, e a fêmea, 15,1 mm por 7,3 mm. Ao nascer, os filhotes apresentam um par de pernas a menos do que os adultos, que surge posteriormente.
Conhece-se muitos aspectos de sua biologia devido à grande quantidade de estudos a seu respeito. Podem atacar orquidáceas, roendo raízes e brotos, bem como ervilhas e outras hortaliças. Causam perdas em pimentões recém transplantados de até 40%, em tomate 70% e em feijoeiro até 80%. Realizam desovas subsequentes, com maior produção de ovos do que as anteriores.
São hospedeiros intermediários de Dispharynx nasuta e de acantocéfalos. Este últimos, ao infectarem o A. vulgare, lhes dão uma tendência a se exporem mais à luz solar, e, conjuntamente com o desenvolvimento do parasitado, confere-lhe coloração diferente do normal. Isto garante que o ciclo de vida do parasito será concluído, com a predação do isópode pelo hospedeiro definitivo. Também são parasitados por nematóides.
O sistema neurossecretor do órgão-X/glândula sinusal localizado no protocérebro é o maior centro neuroendócrino no isópodo Armadillidium vulgare. Diferentemente da molécula de mtDNA de um crustáceo típico, que possui aproximadamente de 15 a 17 kb, o crustáceo terrestre isópodo Armadillidium vulgare possui um mtDNA atípico de 20 a 24 kb. Os pulmões invaginados do Armadillidium vulgare formam pseudotraqueias, que são interpretadas como uma adaptação à respiração que permite ao A. vulgare obter 94% de sua necessidade normal de oxigênio no ar seco, quanto o tegumento também está seco.

## Determinação do sexo
No isópodo terrestre Armadillidium vulgare a determinação básica do sexo é genética: os machos são homogaméticos (ZZ) e as fêmeas são heterogaméticas. Estas fêmeas genéticas produzem proles com números iguais de machos e fêmeas (proporção de sexo = 1:1).
A remoção da glândula androgênica em indivíduos da espécie Armadillidium vulgare causa a completa feminização de jovens machos, e a inserção da glândula de machos adultos em fêmeas jovens causa a completa e total reversão funcional do sexo.

### Distorção da proporção de sexos
Armadillidium vulgare é uma das espécies com mais exemplos documentados de distorcedores da proporção dos sexos. Em várias populações as proporções de sexo são frequentemente tendentes a fêmeas. Tem sido mostrado nestas populações que a determinação de sexo da maioria dos indivíduos está sob o controle de fatores sexuais extra-cromossômicos que sobrepõem-se ao efeito dos cromossomos sexuais.
Legrand e Juchault propuseram que o mecanismo de determinação de sexo do Armadillidium vulgare está em permanente evolução. O início desta evolução pode corresponder à substituição do sistema homo-heterogamético pelo sistema determinador de F, provavelmente após um processo co-evolucionário envolvendo uma forma patogênica primitiva da bactéria F e seu hospedeiro. A bactéria F pode ter invadido as populações devido à sua alta transmissão à prole (aproximadamente 80%). A transferência de parte do DNA de F ao genoma hospedeiro (=f) e a propagação deste novo fator sexual nas populações seria o passo final desta evolução. Consequentemente, a determinação de sexo sob o controle de um parasita final (um gene) tenderia a substituir a determinação de sexo heterocromosomático.

#### Fatores sexuais parasíticos
Armadillidium vulgare é o exemplo mais estudado de determinação do sexo por fatores sexuais parasíticos. Nesta espécie, fatores sexuais parasíticos transmitidos maternalmente tendem a substituir a determinação sexual homo-heterogamética (onde ZZ é macho e WZ é fêmea). Um destes fatores sexuais parasíticos é uma bactéria parecida com a Wolbachia (F) encontrada no citoplasma de células hospedeiras. A natureza do segundo fator sexual (f) permanece desconhecida, mas dados experimentais sugerem que este segundo fator pode ser um segmento do genoma bacterial do primeiro fator integrado instavelmente no genoma do hospedeiro. Apesar de f ser primariamente transmitido pelas mães, transmissão paternal tem sido observada ocasionalmente.
Os dois fatores sexuais parasíticos da espécie estão presentes na maioria das populações selvagens, que, consequentemente, tendem a apresentar mais fêmeas. Em várias populações, o alelo nuclear determinante do sexo feminino (W) desapareceu, e todos os indivíduos são geneticamente machos, por exemplo, machos ZZ sem fatores sexuais parasíticos e neo-fêmeas ZZ +F ou ZZ +f revertidas pelos fatores sexuais parasíticos. Na natureza, neo-fêmeas ZZ +F produzem ninhadas com alta tendência a fêmeas (85% em média), enquanto neo-fêmeas ZZ +f produzem ninhadas de proporções de sexo mais variáveis (65% de fêmeas, em média) devido a uma taxa de transmissão de f para a prole.
Estas altas proporções de fêmeas são devido a dois tipos de ninhada: uma maioria de neo-fêmeas produz ninhadas totalmente composta por fêmeas, enquanto poucas produzem ninhadas tendendo para machos ou ninhadas com altas taxas de intersexos do tipo ZZ +F. Os intersexos são de três tipos:
- intersexo feminino (iF) que são funcionalmente fêmeas com pequenos endópodos[15] e pequenos caracteres masculinos externos;[16]
- intersexo masculino (iM) que são indivíduos estéreis com gonópodos masculinos incompletos[15] e caracteres masculinos externos desenvolvidos;[16]
- machos funcionais com orifícios genitais femininos (♂og).[15]

Os dois primeiros tipos (iF e iM) abrigam F. Eles iniciam seu desenvolvimento sexual por um estágio masculino, que então se interrompe, permitindo o desenvolvimento feminino. Por outro lado, ♂ogs são os indivíduos com desenvolvimento inicial feminino seguido de desenvolvimento masculino. A produção de machos, que permite às populações selvagens sobreviverem, sugere que o controle da transmissão ou expressão do fator sexual parasítico é possível. Um tipo de controle tem sido notado em linhagens abrigando a bactéria F: a transmissão bacterial à prole foi limitada por certos genótipos, induzindo a produção de ninhadas altamente tendentes a machos por neo-fêmeas ZZ +F.

#### Gene masculinizante
Em populações onde F e f (dois fatores sexuais parasíticos) estão presentes, não há fêmeas genéticas e todos os indivíduos são geneticamente machos. Nestas populações, os machos são principalmente produzidos por genes do Armadillidium vulgare que limitam a expressão ou transmissão dos fatores sexuais parasíticos.
Um gene masculinizante (M) foi descoberto em populações selvagens de Armadillidium vulgare que abrigavam fatores sexuais parasíticos. Este gene tem a capacidade de inibir a expressão de f e parcialmente a de F. As propriedades masculinizadoras deste gene dominante autossômico foram demonstradas ao se cruzar machos abrigando M com fêmeas genéticas (WZ). O resultado dos cruzamentos pode ser descrito pela seguinte equação:
(♂) ZZ Mm x (♀) WZ mm → ZZ Mm (♂) + WZ Mm (♂ ou ♂og) + ZZ mm (♂) + WZ mm (♀)
Neste cruzamento, metade dos indivíduos WZ são revertidos em machos funcionais pelo gene M, inibindo o determinante feminino carregado no cromossomo W. A presença de ♂og nos progênies denota a presença de M em um dos progenitores: este fenótipo resulta de um efeito atrasado de M no gene determinante do sexo feminino. Apesar de haver suspeita deste gene ser responsável por altas proporções de machos em cepas portadoras de fatores sexuais parasíticos, isto não foi formalmente demonstrado. Entretanto, foi mostrado que a presença de M é correlacionada com a produção de altas proporções de intersexos em ninhadas de neo-fêmeas ZZ +F.